# 노르마니크티스 크록케리
노르마니크티스 크록케리(Normanichthys crockeri)는 페르카목에 속하는 조기어류의 일종이다. 노르마니크티스과(Normanichthyidae)와 노르마니크티스속(Normanichthys)의 유일종이다. 페루 침보테와 칠레 모카 섬 사이의 열대 남태평양에서 발견된다. 수심 37~200m 깊이에서 서식한다. 최대 몸길이는 11cm 정도이다. 현지에서는 스페인어로 카모티요(camotillo, 페루)와 바칼라디요(bacaladillo, 칠레)라고 부른다.